# Gehyra koira
Espèce
Gehyra koira est une espèce de geckos de la famille des Gekkonidae.

## Répartition
Cette espèce est endémique d'Australie. Elle se rencontre dans le nord-est de l'Australie-Occidentale et au Territoire du Nord.

## Description
C'est un gecko insectivore, nocturne et arboricole. Il mesure jusqu'à 96 mm sans la queue, c'est le  plus grand des Gehyra australiens.

## Liste des sous-espèces
Selon The Reptile Database (24 septembre 2012) :
- Gehyra koira ipsa Horner, 2005
- Gehyra koira koira Horner, 2005

## Étymologie
Le nom spécifique koira vient du grec koira signifiant « roi », en référence à Max King, King signifiant roi en anglais, pour ses études sur les espèces du genre Gehyra.

## Publication originale
- Horner, 2005 : Gehyra koira sp. nov. (Reptilia: Gekkonidae), a new species of lizard with two allopatric subspecies from the Ord-Victoria region of north-western Australia and a key to the Gehyra australis species complex. The Beagle, vol. 21, p. 165-174 (texte intégral).